# Can Vicent Bosch
Can Vicent Bosch és una obra modernista d'Arbúcies (Selva) inclosa a l'Inventari del Patrimoni Arquitectònic de Catalunya.

## Descripció
Situat al bell mig del carrer principal de la vila, fent xamfrà amb el carreró que porta el nom de l'antic propietari, Travessia Vicent Bosch, s'erigeix el gran edifici de tres plantes i golfes, fruit d'una remodelació i ampliació fetes l'any 1907 a una casa ja existent. Aquesta data es pot veure inscrita a la façana lateral.
La porta principal, és d'arc rebaixat, a diferència de la majoria d'obertures que són rectangulars. Està reculada endins, deixant una petita entrada. Al primer i segon pis hi ha tres balcons de ferro amb alguna ornamentació floral, i a les golfes, les finestres són més petites, quadrangulars envoltades en pedra. El més destacable però, són les finestra cantonera de la planta principal, al primer pis, de quart de volta, les dues cantoneres i les dues finestres del segon pis, a l'extrem dret de la façana, de formes irregulars geomètriques amb una petita barana al davant. Ara bé, l'esgrafiat de la façana és el més interessant de l'edifici, que tot i el seu deteriorament, encara es distingeixen els diferents colors amb què es dibuixen les formes geomètriques i vegetals emmarcant les obertures i decorant el paviment. Hi ha un detall, a la cantonada, per sota de la finestra estreta del primer pis, que representa dues inicials sobreposades, seguint una tipologia de lletres modernistes, semblen la L i la C de l'antiga propietària, mare de Vicent Bosch, la Sra. Lucia Costa.
La façana lateral és lleugerament diferent, està acabada amb un semicercle a la part superior i les finestres segueixen el model de formes geomètriques, com les dues a destacar de la façana principal, molt carecterístic del modernisme. Al centre, hi ha quatre finestres emmarcades amb rajol vermell, que detaquen sobre les altres. I per sobre, tres més amb una petita obertura semicircular al damunt. Des d'aquest lateral també s'accedeix a l'edifici, i hi ha una porta de fusta que dona al jardí, des de la qual entren els cotxes.
Corona la casa, una torreta de planta quadrada, des de la qual s'arriba al terrat.

## Història
L'edifici el feu construir la família Bosch. Lucía Costa era la mare de Vicent Bosch, un important empresari de l'època, amo de la fàbrica d'Anís del Mono de Badalona. Aquest tenia com a xofer i home de confiança a Francisco Valiente, qui heretà la casa, el pare de l'actual propietària Adela Valiente.
Les façanes s'han conservat però l'interior està totalment reformat, actualment, l'edifici acull quatre habitatges, totes habitades per la família Valiente. A principis del segle xx, era una casa senyorial, amb una gran escalinata central que distribuïa les dependència dels diferents pisos. Els actuals propietaris recorden una immensa biblioteca sota l'escala, a la planta baixa, avui desapareguda.